# ¡Quiero vivir! (álbum)
¡Quiero Vivir! es un álbum de la cantante Lillian García, más conocida por su profesión de anunciadora de luchadores en la marca WWE Monday Night Raw de la empresa de lucha libre WWE. ¡Quiero Vivir! fue lanzado en Estados Unidos el 9 de octubre de 2007, producido por "Universal Music Latino".
García coescribió 11 canciones para el álbum, junto con el cantante latino Jon Secada. El álbum fue producido por George Noriega (Ricky Martin, Jon Secada y Gloria Estefan) y Tim Mitchell (Shakira). El álbum contiene 10 canciones en español, y dos en inglés, que son traducciones de las canciones en español "Under in Love" ("Desenamorada") y "Where Did Love Go?" ("Adonde").
El 14 de octubre de 2007, el CD vendió 3.800 millones de copias en su primera semana de lanzamiento en los Estados Unidos. Más tarde sería lanzado en todo el mundo.

## Canciones
1. ¡Quiero Vivir! (3:12)
2. Ángel (4:04)
3. Adonde (junto con Jon Secada) (4:00)
4. Desenamorada (3:58)
5. Ya Verás (4:20)
6. Yo No Sé (3:56)
7. Estoy Endrogada (3:33)
8. Devastada (3:32)
9. Quiero Encontrarte (4:04)
10. Under in Love (3:58)
11. Where Did Love Go? (w/Jon Secada) (4:00)
12. Que Sería (3:44)